# Gottlob Haug (Ministerialbeamter)
Gottlob Christian Theodor Haug (* 26. Mai 1886 in Neckartenzlingen; † 23. Mai 1959  in Stuttgart) war ein württembergischer Ministerialbeamter.

## Leben
Haug, Sohn eines Mühlenbesitzers und Bürgermeisters sowie evangelischer Konfession, studierte von 1905 bis 1910 Rechtswissenschaften in Tübingen und Berlin. Er war Mitglied der Studentenverbindung AV Virtembergia Tübingen. Er legte 1910 die erste und 1914 die zweite höhere Dienstprüfung ab.
1914 trat er in die württembergische Innenverwaltung ein. Von 1914 bis 1918 war er im Kriegsdienst. Von 1926 bis 1929 leitete er das Oberamt Künzelsau, zunächst als Oberamtmann und ab 1928 als Landrat. Ab 1929 war er im württembergischen Innenministerium tätig im Polizeiwesen und wurde dort 1933 zum Ministerialrat. Von 1940 bis 1942 war er Abteilungschef im Verwaltungsstab des Militärbefehlshabers in Frankreich und anschließend Bearbeiter der Reichsverteidigungssachen im Innenministerium.
1945 wurde er auf Anordnung der US-Militärregierung entlassen und war dann bis 1946 in US-Internierung. Anschließend wurde er Abteilungsleiter im Innenministerium Württemberg-Hohenzollern und 1948 zugleich stellvertretendes Mitglied des Verwaltungsgerichtshofs Württemberg-Hohenzollern in Bebenhausen. 1949 wurde er Ministerialrat und 1951 trat er in den Ruhestand.
Er beantragte am 24. Juni 1937 die aufnahme in die NSDAP und wurde rückwirkend zum 1. Mai desselben Jahres aufgenommen (Mitgliedsnummer 5.760.606).

## Ehrungen
- Eisernes Kreuz II. Klasse
- Eisernes Kreuz I. Klasse
- Württembergischer Militärverdienstorden
- 1953: Bundesverdienstkreuz